# القيادة العامة لشرطة عجمان
تأسست شرطة عجمان في عام 1967   تحت اسم قيادة الشرطة والأمن العام، حيث أصدر الشيخ راشد بن حميد النعيمي  بصفته حاكم إمارة عجمان آنذاك  أوامره بتأسيس الشرطة ومنذ إنشاء الشرطة بدأت تمارس كافة المهام الموكلة إليها في حفظ الأمن وتلك المهام كانت لا تخرج من الحراسات وتنظيم المرور وكان عدد الضباط والأفراد لا يتجاوز العشرين فردا ثم ازداد هذا العدد تبعا لزيادة وتعدد مهام الشرطة وفيما يتعلق بالتدريب كانت البداية بانتداب أحد أفراد الجيش للقيام بتدريب مجموعة من المجندين للقيام بوظيفة الشرطة المحلية والإلمام بالأمور الأمنية للمحافظة على الأمن في الإمارة.      